# Oribatula arcuatissima
Oribatula arcuatissima är en kvalsterart som beskrevs av Berlese 1916. Oribatula arcuatissima ingår i släktet Oribatula och familjen Oribatulidae. Inga underarter finns listade i Catalogue of Life.